# The Night Holds Terror
The Night Hold Terror este un film noir american din 1955 regizat de Andrew L. Stone. În rolurile principale Jack Kelly, Vince Edwards și John Cassavetes.

## Actorii
- Jack Kelly - Gene Courtier
- Hildy Parks - Doris Courtier
- Vince Edwards - Victor Gosset
- John Cassavetes - Robert Batsford
- David Cross - Luther Logan
- Eddie Marr - Captain Cole
- Jack Kruschen - Detective Pope
- Joyce McCluskey - Phyllis Harrison
- Jonathan Hale - Bob Henderson
- Barney Phillips - Stranske
- Roy Neal - TV Newsreader
- Joel Marston - Reporter
- Guy Kingsford - Police Technician
- Stanley Andrews - Mr Courtier (nemenționat)
- Charles Herbert - Steven Courtier (nemenționat)
- Nancy Zane - Deborah Courtier (nemenționat)
- Barbara Woodell - Mrs. Osmond (nemenționat)
- William Woodson  - Narator (nemenționat)